# Navas (metrostation)
Navas is een metrostation van de metro van Barcelona onder de Avinguda Meridiana in het district Sant Andreu en wordt aangedaan door lijn L1.
Het station werd geopend in 1953 als onderdeel van de Ferrocarril Metropolitano Transversal. Het station had toen nog de naam Navas de Tolosa maar dat werd in 1982 tijdens de omnummering veranderd in zijn huidige naam Navas.

## Lijn
- Metro van Barcelona L1

Hospital de Bellvitge · Bellvitge · Av. Carrilet · Rambla Just Oliveras · Can Serra · Florida · Torrassa · Santa Eulàlia · Mercat Nou · Plaça de Sants · Hostafrancs · Espanya · Rocafort · Urgell · Universitat · Catalunya · Urquinaona · Arc de Triomf · Marina · Glòries · Clot · Navas · La Sagrera · Fabra i Puig · Sant Andreu · Torras i Bages · Trinitat Vella · Baró de Viver · Santa Coloma · Fondo